# NATO Air Policing
NATO Air Policing – misja ochrony integralności suwerennej przestrzeni powietrznej państw członkowskich Sojuszu Północnoatlantyckiego.
Misja prowadzona jest w czasie pokoju w ramach systemu obrony powietrznej i przeciwrakietowej NATO. Podczas misji samoloty państw NATO rotacyjnie pełnią okresowe dyżury bojowe nad państwami, które nie posiadają wystarczającej ochrony przestrzeni powietrznej.
Dotychczasowe operacje NATO Air Policing:
| Państwa objęte Air Policing  | Rok rozpoczęcia | Państwa odpowiedzialne za Air Policing                                      |
| ---------------------------- | --------------- | --------------------------------------------------------------------------- |
| Estonia, Litwa, Łotwa        | 2004            | Baltic Air Policing, Enhanced Air Policing, rotacyjna obecność kontyngentów |
| Słowenia                     | 2004            | Węgry, Włochy                                                               |
| Islandia                     | 2008            | Icelandic Air Policing, rotacyjna obecność kontyngentów                     |
| Albania                      | 2009            | Grecja, Włochy                                                              |
| Bułgaria, Rumunia            | 2016            | Enhanced Air Policing, rotacyjna obecność kontyngentów                      |
| Belgia, Holandia, Luksemburg | 2017            | Belgia, Holandia                                                            |
| Czarnogóra                   | 2018            | Grecja, Włochy                                                              |
| Macedonia Północna           | 2021            | Grecja                                                                      |
| Słowacja                     | 2022            | Czechy, Polska                                                              |